# Jaco van den Hoven
 (mai 2014).
Pour les articles homonymes, voir Hoven.
Jaco van den Hoven, né le 6 mars 1990, est un mannequin néerlandais.

## Biographie

### Études et début de carrière
En septembre[Quand ?], lors d'une promenade à Amsterdam, il est repéré par l'agence  de mannequins masculins néerlandaise Republic et commence sa carrière de mannequin. En 2008, il commence des études en économie à l'université, mais décide de les arrêter pour continuer sa carrière dans le mannequinat.

### Carrière
En 2011, il apparaît dans le magazine, Pen et est photographié par Midori Tsunoda pour la marque de luxe, Hermès. En février, il est photographié par Ben Toms dans le magazine, Dazed & Confused avec d'autres mannequins, Daiane Conterato et Willy Cartier,.
En 2012, il pose avec la top-model, Freja Beha Erichsen pour la marque de vêtements sud-coréenne, 8ight Seconds à Séoul.